# 黄山坡站
黄山坡站是一个京广线上的铁路车站，位于河南省确山县任店镇，建于1912年，目前为四等站，邮政编码为463200。目前客运：办理旅客乘降；行李、包裹托运；货运：办理整车货物发到。